# Стеклянка (станция)
Стекля́нка — железнодорожная станция ведомственной Монзенской железной дороги в одноимённом посёлке. Открыта в 1950 году.

## История
Изначально станция была открыта в 1950 году как станция узкоколейной железной дороги, построенной от ныне уничтоженного посёлка Лосья (на тот момент конечного пункта Монзенской железной дороги). В Стеклянке заготавливался лес, перевозившийся по узкоколейке в Прудовицу, и там перегружавшийся в вагоны широкой колеи. В 1959 году при расширении железной дороги участок Лосья—Стеклянка был перешит на широкую колею, а сама линия потянулась дальше.

## Описание станции
Станция представляет собой обычный разъезд, состоящий из 2 путей. На первом пути располагается здание ДСП, выполняющее и роль вокзала). Пассажирская платформа отсутствует, посадка в останавливающийся на станции пассажирский поезд производится прямо с земли. Рядом со станцией сохранился небольшой посёлок, в котором проживают в основном пенсионеры, и кирпичная водонапорная башня.

## Деятельность
Станция является разъездом, по ней производятся только пассажирские операции (продажа билетов, остановка пассажирского поезда) и скрещивание встречных грузовых поездов.

### Расписание поездов
| № поезда | Периодичность курсирования     | Маршрут       | Время |
| -------- | ------------------------------ | ------------- | ----- |
| 102      | Среда, пятница, выходные       | Вохтога — Ида | 22:04 |
| 101      | Понедельник, четверг, выходные | Ида — Вохтога | 5:02  |